# Zanthoxylum minahassae
Zanthoxylum minahassae är en vinruteväxtart som beskrevs av Sijfert Hendrik Koorders. Zanthoxylum minahassae ingår i släktet Zanthoxylum och familjen vinruteväxter. Inga underarter finns listade i Catalogue of Life.